# 砲弾

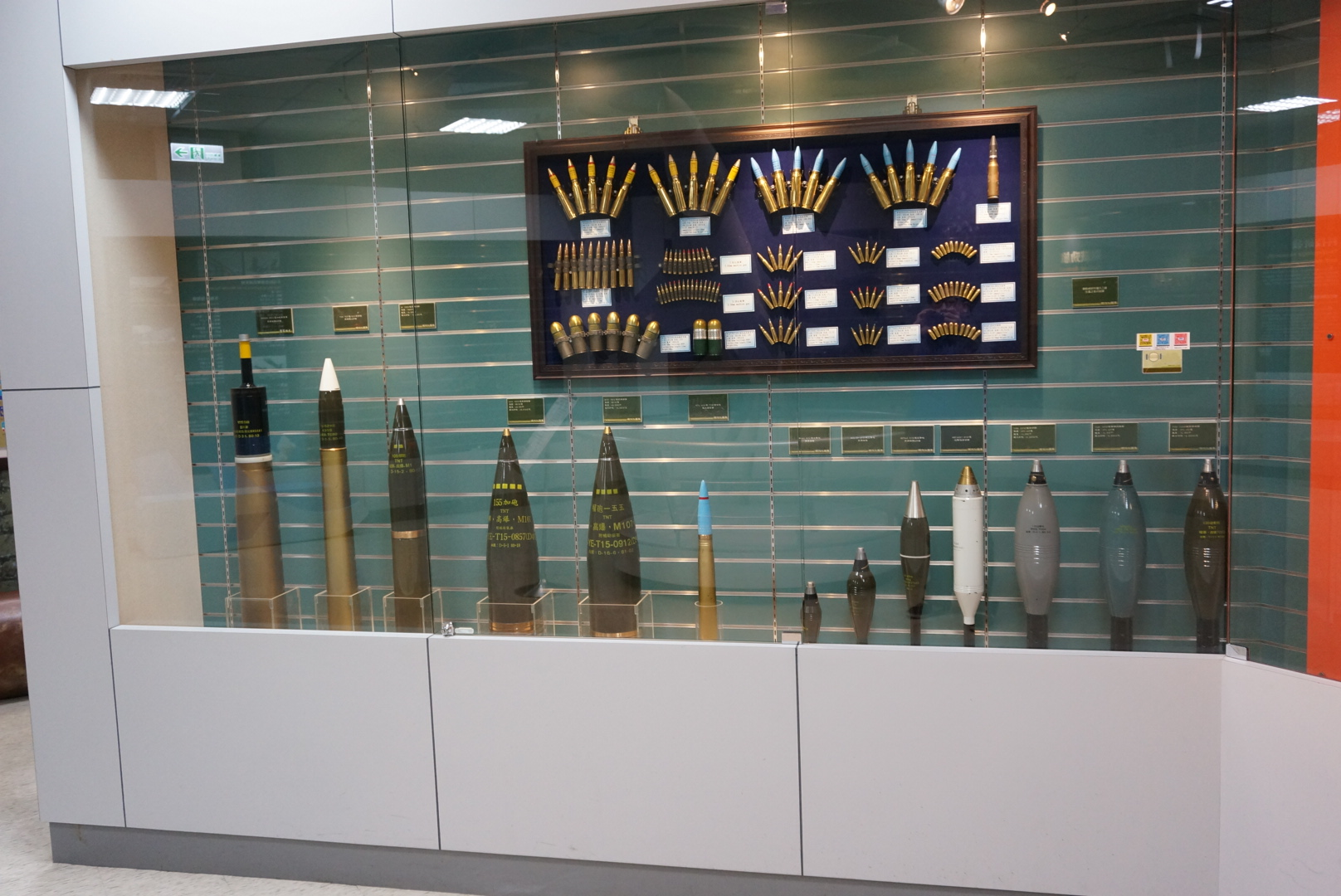
台北国軍歷史文物館に展示されている銃砲弾

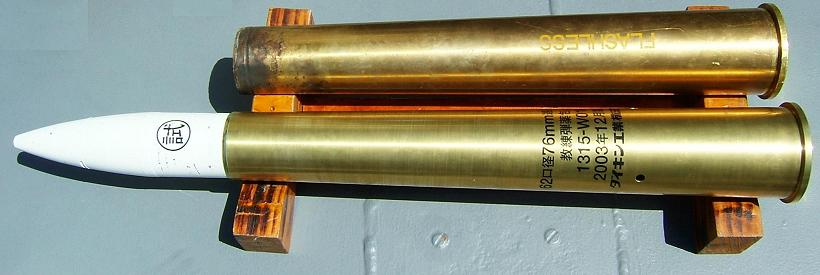
海上自衛隊の76ミリ砲弾（教練用のダミー）と使用済み薬莢

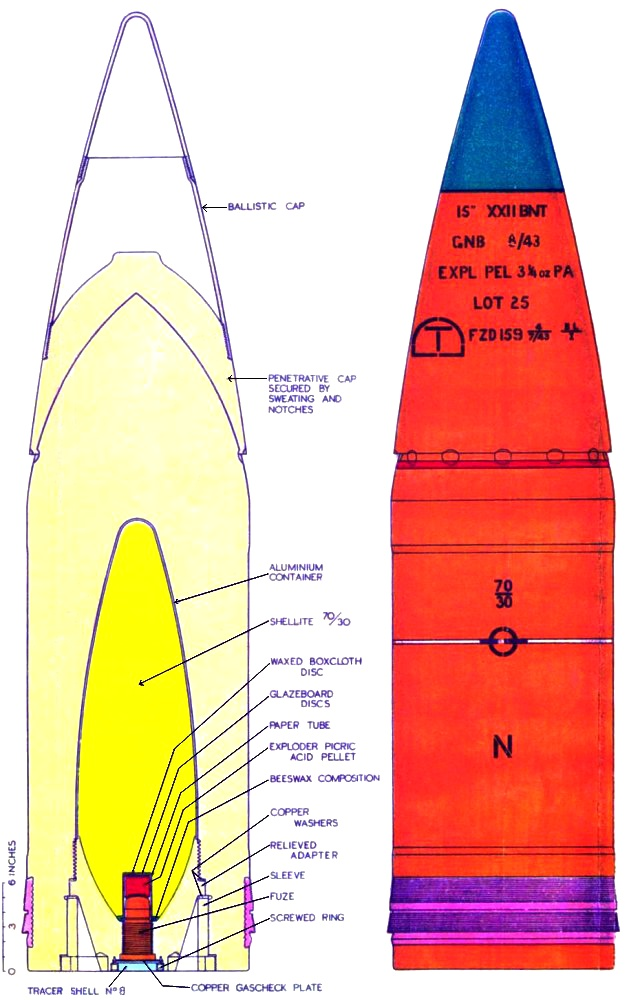
イギリス海軍マーク22砲用の15インチ徹甲弾断面図。先端の仮帽（ballistic cap）や被帽（penetrative cap）、内部の炸薬や弾底信管など、単純な一体構造ではないことが分かる。

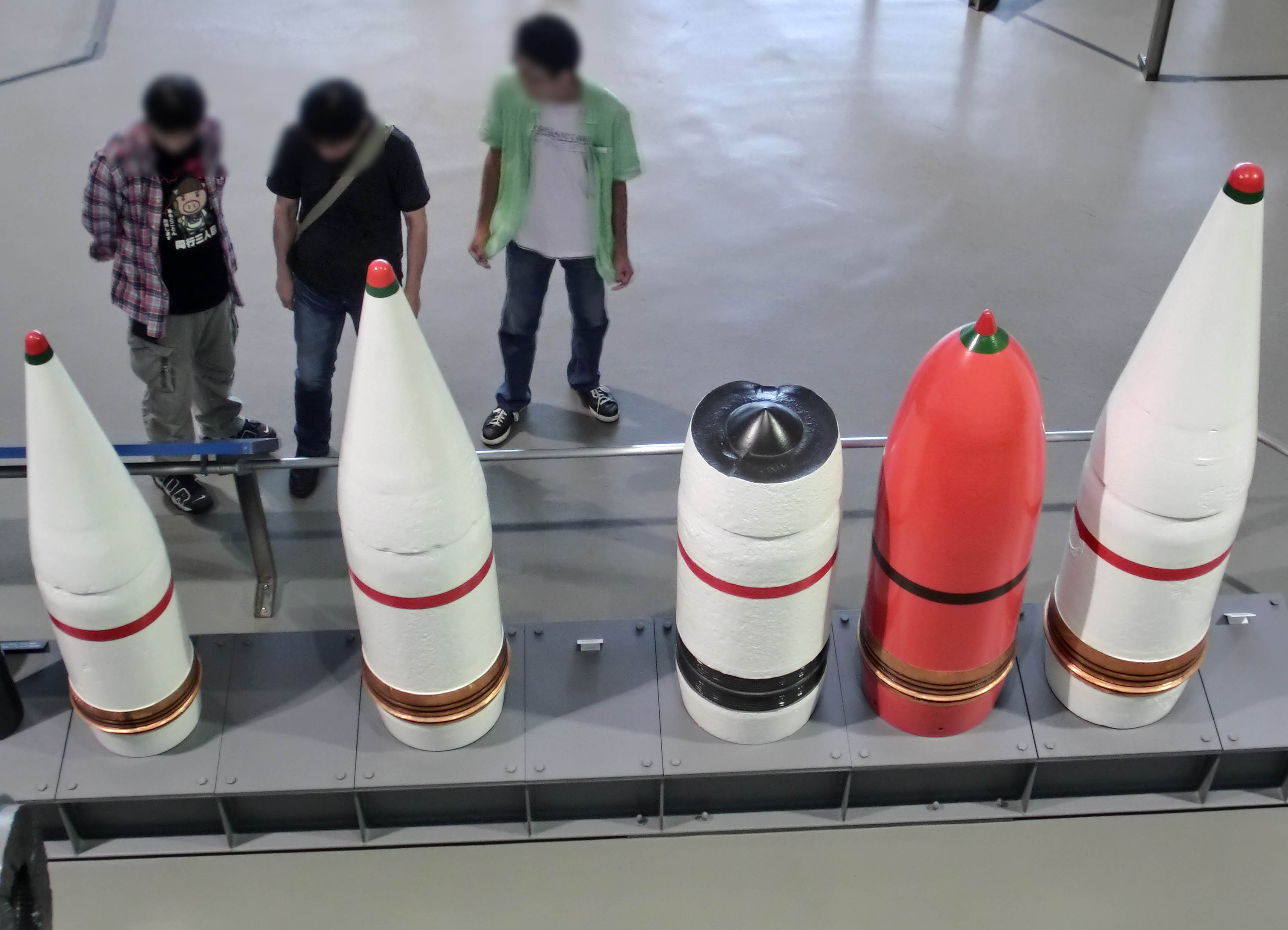
呉海事博物館(大和ミュージアム)に展示されている砲弾。左から、35.6 cm九一式徹甲弾、41 cm九一式徹甲弾、46 cm九一式徹甲弾（風帽、被帽頭、被帽の一部が除去され、弾体の頭部が見えている）、46 cm三式通常弾（対空弾）、46 cm九一式徹甲弾（完全）。

砲弾（ほうだん、shell, cannonball）は、大砲に使用される弾丸のこと。複数の種類が存在し、目標・目的によって使い分けられる。陸上自衛隊の定義では「口径20mm以上の弾丸」のことで、20mm未満のものを小火器弾薬とする。
日本語の「砲弾」の場合は、大砲用の弾丸を広く含めるが、英語のシェル"shell"は、本来は炸薬が詰まった種類のもののみを指し、炸薬が詰まっていない弾丸についてはショット"shot"と呼び分けていた。現在では炸薬の入っていない徹甲弾のようなものも、"shell"と呼んでいる。なお、1868年のサンクトペテルブルク宣言は、小口径の弾丸には炸薬を詰めることを制限しており、「量目400g以下」かつ「爆発性または燃焼性の物質を充てたる発射物」の使用を締約国間のみの戦争では禁止している。

## 分類
標的に命中した際に弾頭が起爆して破壊をもたらす化学エネルギー弾と、発射時に得た砲弾自身の運動エネルギー（質量、速度）により破壊する運動エネルギー弾とに大別される。後者は同じ砲弾でも発射速度および飛距離により威力が大きく左右される。

### 化学エネルギー弾
- 榴弾（HE）
  - 粘着榴弾（HESH）
  - 対戦車榴弾/成形炸薬弾（HEAT）
  - 多目的対戦車榴弾（HEAT-MP）

### 運動エネルギー弾
- 徹甲弾（AP）
  - 徹甲榴弾（APHE）
  - 被帽徹甲榴弾（APCHE）
  - 仮帽付徹甲弾（APBC）
  - 仮帽付被帽徹甲榴弾（APCBCHE）
  - 剛性核徹甲弾（APCR）
  - 徹甲焼夷弾（API）
  - 高速徹甲弾（HVAP）
  - 装弾筒付徹甲弾（APDS）
  - 装弾筒付翼安定徹甲弾（APFSDS）

### その他
- 焼夷弾（Incendiary）
- 曳光弾（Tracer）
- 核砲弾
- 照明弾（Illumination）
- 発煙弾（Smoke）
- 信号弾 - 彩光弾などがある。
- 榴散弾（Shrapnel）
- キャニスター弾（Canister）
- 複合弾（HEIAP）
- フレシェット弾（flechette）
- ベースブリード弾（英語版） - 底部から少量のガスを発生させ、砲弾の運動エネルギー損失を減らす仕組みが加えられた砲弾。通常よりコストが高いが射程を20–35%延長させ、通常弾と組み合わせて使用される。自衛隊では、93式長射程りゅう弾として採用される。
- 宣伝弾（Propaganda Schell） - 宣伝ビラを撒布するための砲弾。

## 歴史

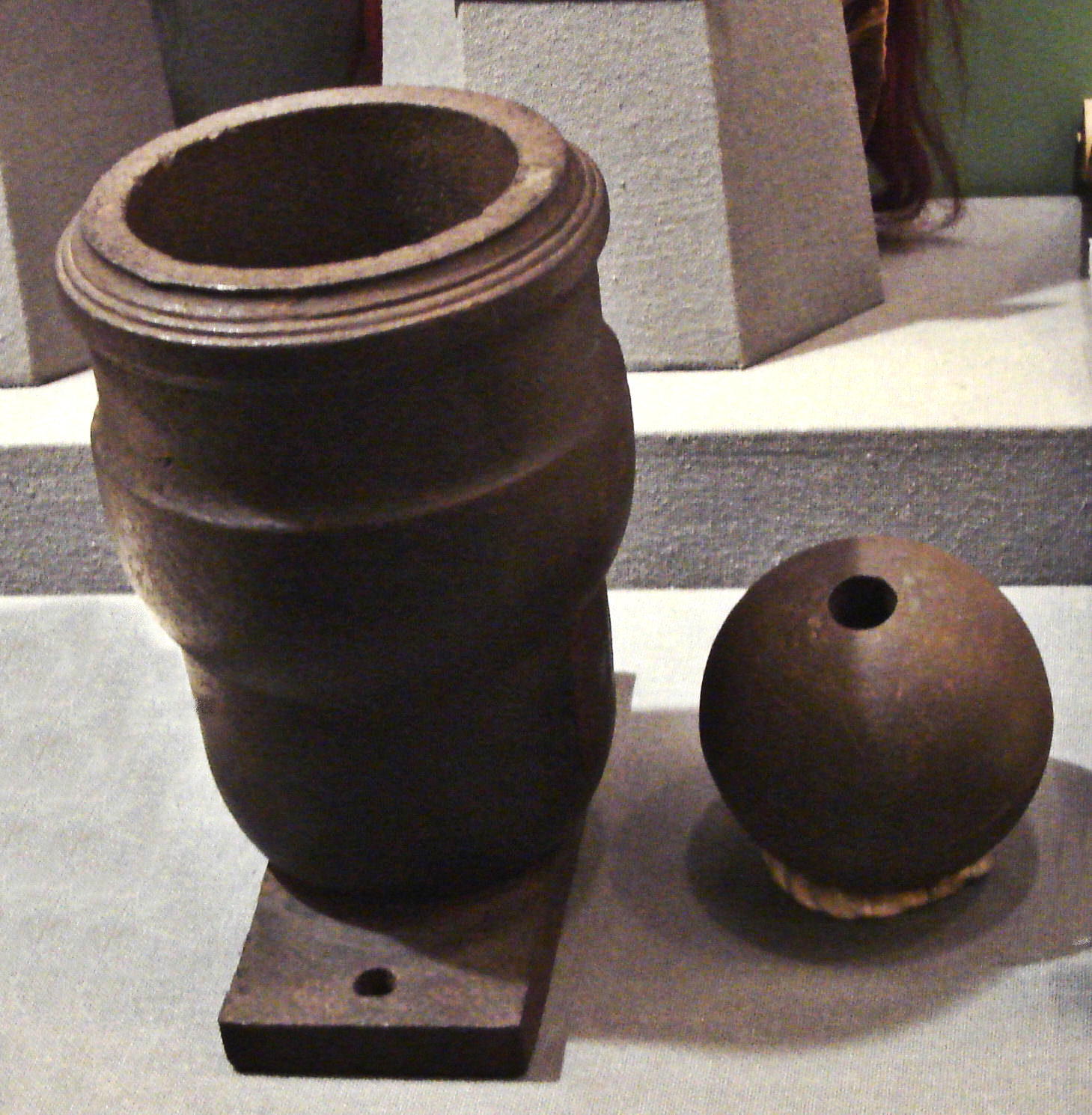
戊辰戦争で使われた臼砲と砲弾

初期の砲弾は、運動エネルギー弾が中心であった。その理由は、当時使われた黒色火薬は炸薬に用いるには安定性が低く、信頼性のある信管も実用化されていなかったからである。比較的薄肉・中-長砲身の砲で使える砲弾は、無垢の実体弾（円弾、砲丸）・ぶどう弾・散弾・焼玉などに限られていた。炸裂する砲弾が初めて文献に現れるのは、中国の明朝（1368年-1644年）初期の『火龍經』という軍事マニュアルである。焦玉（14世紀-15世紀初め）と劉基（1311年-1375年）が書いたもので、焦玉が後に追加した序文は1412年のものである。その本にあるように、火薬を詰めた中空の砲弾は鋳鉄製だった。

### 砲弾（実体弾）
主に前裝式の大砲で使われた砲弾を記すが、初期はフランキ砲などの後装式の砲でも使用された。索具（帆装装備）破壊用の砲弾は艦砲が主に使った弾で、その不定型な形から概して射程は短い。
キャノンボール(cannonball)は狭義には球形弾のことを指すが、広義には砲弾全般を指す単語である。

#### 球形弾
ソリッドショット(Solid shot)または、ラウンドショット(Round shot)やホールショット(Whole shot)とも呼ばれる。榴弾が登場前はもっとも一般的な砲弾。丸い石弾、または球形をした無垢の金属塊である。15世紀までは石を削った石弾が多いが、後に威力を高めるために金属（主に鋳鉄）製の砲丸となった。
実体弾のため目標に直接射撃をする他は、陸戦の場合、砲弾を地面へとバウンドさせ、ボウリングの球のように転がしながら敵兵を薙ぎ倒すのが主な使用法である。
当時の弾の規格は不揃いな物が多く、いざ発砲しようとすると口径に合わなかったり（保管中の錆でかさが増して装填不可能になる）、遊隙が大きかったりすることもしばしばだった。

#### 焼弾
球形弾を炉で真っ赤に焼き上げた焼夷弾。ホットショット(Hot shot)とも言う。野戦や艦載砲での扱いは難しかったので、設備の整った要塞砲用だった。

#### ぶどう弾
対艦戦用の砲弾。見た目からグレープショット(Grape shot)と呼ばれる。敵艦の索具破壊と人員殺傷用。

#### ラングリッジ
ラングリッジ(Langrage)は帆布袋に鉄片や釘、鎖の切れ端等を適当に詰めたもの。ぶどう弾の代用品で、急造の砲弾だった。

#### キャニスター弾
キャニスターショット(Canister shot)は人員殺傷用の散弾。別名、ケースショット(Case shot)。金属製の筒にマスケット銃弾を数百発詰めたもの。陸戦にも良く使われた。

#### チェーンショット
邦訳、鎖弾(Chain shot)。二つの球形弾を鎖で繋いだもの。これも索具破壊用である。チェーンで繋がず、砲身に二個の球形弾を詰めて放つのを、ダブルショット(Double shot)と呼称するが、こちらは威力倍加用であって索具破壊を目的とはしていない。

#### バーショット
バーショット(Bar shot)は半球形の砲弾が鉄亜鈴状に棒で繋がれているもの。発射後に繋いだロッドが伸びるタイプもあり、邦訳で伸張弾とも呼称される。索具破壊用。

#### ファゴットショット
ファゴットショット(Faggot shot)とは文字通り鉄棒を束ねた砲弾。発射後に敵甲板上で飛散し、広範囲の被害を与える。索具破壊と人員殺傷用。

#### カーカス
鉄製の籠に、硫黄やタールなどの可燃物を詰めた焼夷弾。カーカス弾(英語：Carcass)とは死骸、残骸の意味。

### 榴弾以降
ヨーロッパで炸裂する砲弾（榴弾）が一般化するのは16世紀中ごろのことである。石や鋳鉄でできた中空の砲弾に火薬を詰めたもので、時限信管の役目を果たすゆっくり燃える部分と爆轟する部分があり、臼砲を使って発射した。発射時の瞬間的な発砲炎が信管を着火し、一定時間後に内部の火薬が爆轟する仕組みだった。実際には信管に火がつかないことがあり、炸裂までの時間もうまく調整できないことが多かった。
その後、榴弾にはゆっくり燃える火薬を詰めた鋳鉄または銅製のプラグが装備された。砲弾の発射時に信管に点火させるよりも、手で信管に点火してから発射する方が信頼性が高かった。このため砲手が信管に点火してから射線から避ける時間を短くするために前装式の砲身が十分短くなければならなかった。砲身が短いために砲口初速が小さくなり、弾道を高くする必要があった。このような砲として、臼砲や榴弾砲が使用された。

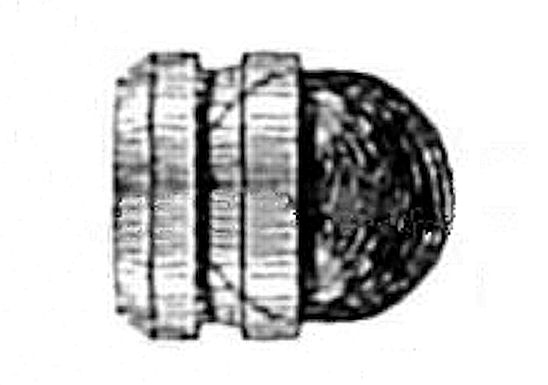
ペクサン砲で使われた装弾筒つきの砲弾（1824年）

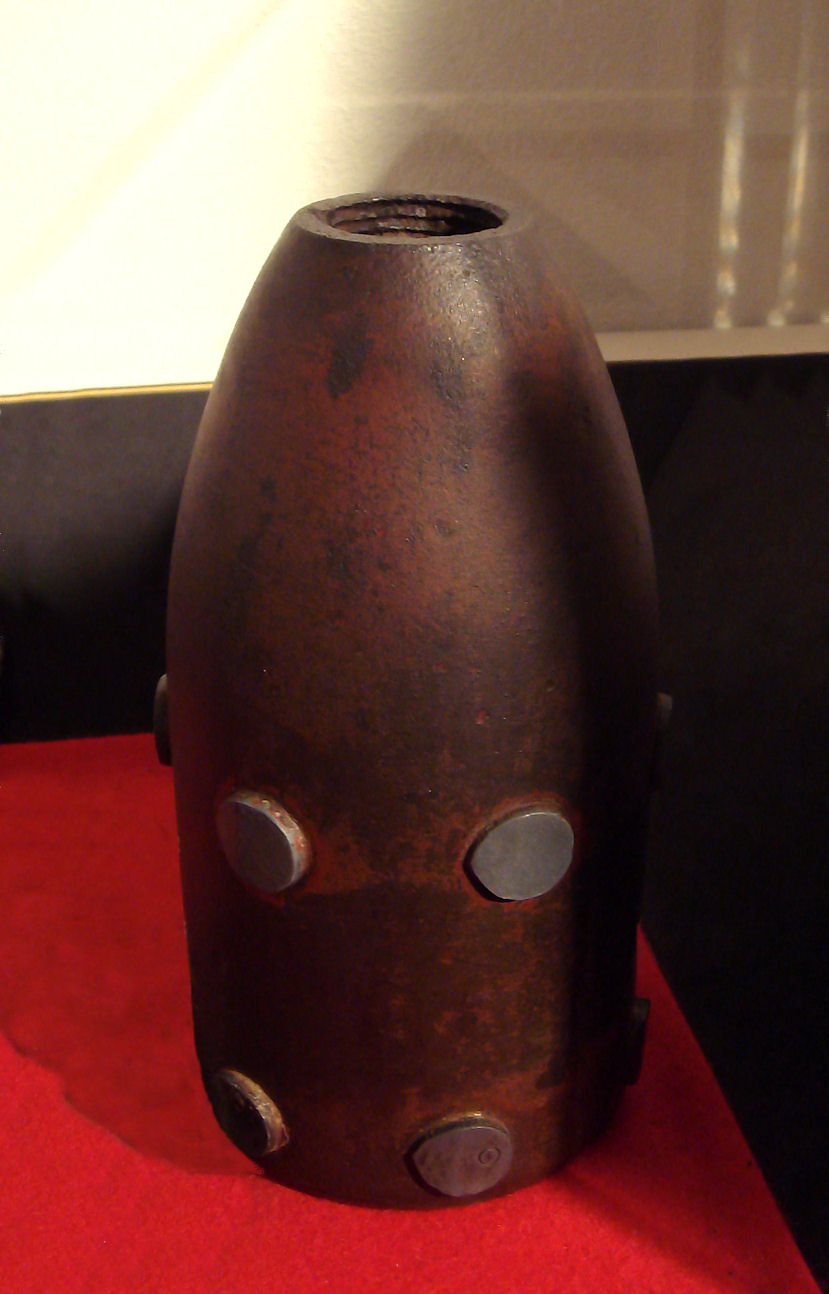
戊辰戦争で使われた四斤山砲弾。ライフリングに合うようスタッドが付いている

1871年までは、鋳鉄製の球形の砲弾が通常弾として使われていたが、1823年、フランスの将校であるアンリ＝ジョセフ・ペクサン（en:Henri-Joseph Paixhans）は、低い弾道のカノン砲（ペクサン砲）で発射できる炸裂する榴弾を発明した。1840年代以降、各国の海軍がこの砲を採用し、そのために被弾時に燃えやすい木造軍艦の時代が終わり、造船における鉄製船体への移行が起きた。そのころには、不発弾を防ぐために、着発信管がきちんと目標に向くよう砲弾に装弾筒（サボ）と呼ばれる木製の円盤を銅のリベットで取り付けて装填するようになった。また、装弾筒は、砲弾が真っ直ぐ発射されるのを補助する役目もあるとされていた。ただし、臼砲の砲弾には装弾筒は使われなかった。
19世紀後半、ライフル砲が実用化されると、球形ではなくて椎の実型の砲弾（長弾）が使われるようになった。ライフリング自体は15世紀に考案されていた技術であるが、大砲への実用はこの頃であった。ライフリングとうまく噛み合わさるような砲弾の構造が研究され、鉛や銅などの柔らかな金属でできた覆帯を巻いてライフリングが食い込むようにする方式（鉛套弾）や、前裝砲用として筍翼（スタッド）を表面にとりつけて溝にはめ込む、ライット・システム方式が実用化された。
19世紀末まで砲弾には鋳鉄が使われていた。鋼はまず､その硬さから徹甲弾に使われ、その後、施条された高初速な砲で使われるようになった。鋳鉄では高初速砲の発射時の衝撃に耐えられず、ライフリングで旋転中に割れてしまうからである。

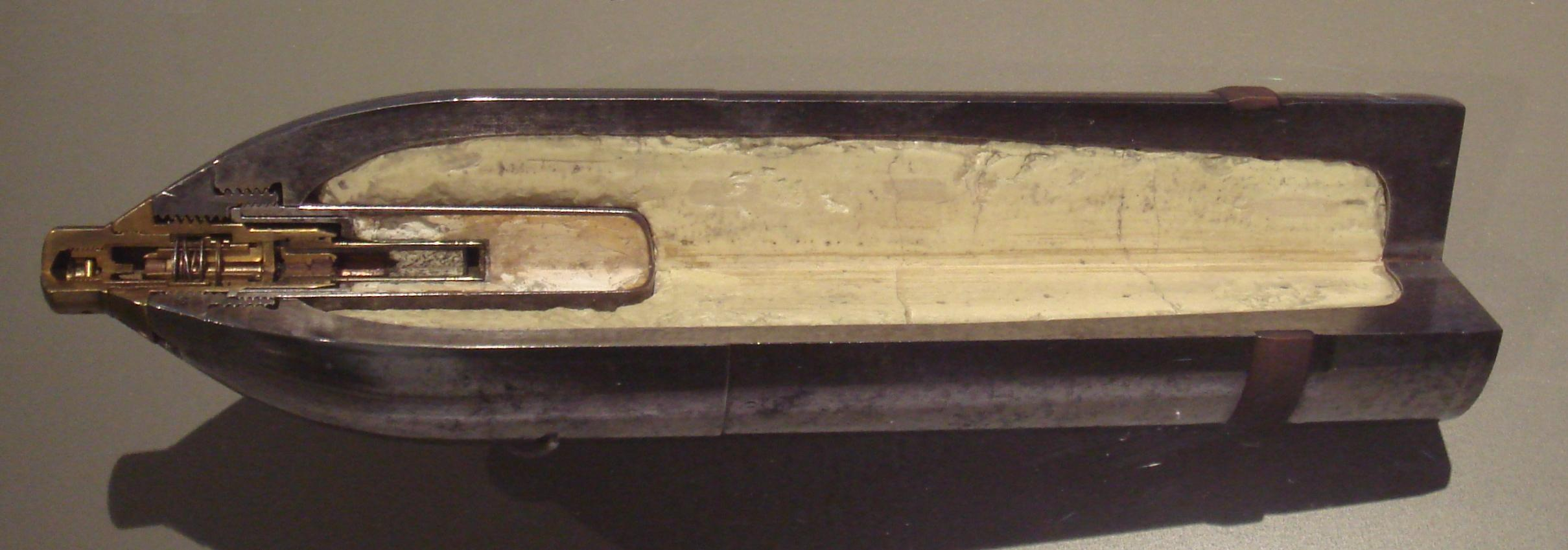
メリニット炸薬を使ったM1897 75mm野砲用の砲弾

この間に特殊な砲弾も開発された。照明弾（星弾）は17世紀には実用化されており、イギリス軍は1866年にパラシュート付きの照明弾を10インチ砲、8インチ砲、5.5インチ砲用に導入した。この10インチ砲用の照明弾は、実に1920年まで公式には制式装備とされていた。
第一次世界大戦時、破片を撒き散らす榴散弾や榴弾が歩兵に甚大な被害を与えた。戦死者の70%はそれらの砲弾によるものである。このため、弾片避けの鋼鉄製ヘルメットが標準装備になっていった。1917年には、毒ガスを詰めた砲弾が使われ始めた。
当時は信管の信頼性がまだ低く、砲弾が炸裂しなかったせいで戦況に影響を与えたこともある。不発弾が大きな影響を与えた戦例としては、1916年のソンムの戦いを挙げることができる。また後世に不発弾が発見されると、誤って炸裂させることが無いように、適切に処理しなければならない。

### ウクライナ侵攻の教訓
2022年ロシアのウクライナ侵攻は、次第に前線で多くの砲弾を打ち込み合う展開となった。ロシアの現地指揮官は砲弾や弾薬の不足を訴え国防相を罵るとともに、ウクライナに軍事支援を行う西側諸国も補充が間に合わない消耗戦の様相を呈した。このことから砲弾や弾薬の平時における生産やストック量などの見直しが各国で行われることとなった。ウクライナへの軍事支援を行わない日本でも、弾薬庫の増強などが行われることとなった。
また、ウクライナ侵攻ではドローンの使用により大砲の発見や攻撃が容易になった。このため、より射程が長い砲弾が求められ、ラムジェットの採用や砲弾の小型化などが模索されており、将来的にミサイルとの境界が曖昧になっていくことが示唆されている。